# Blackstone (fiume Yukon)
Il Blackstone  è un fiume del Canada, lungo circa 200 chilometri. Esso nasce sui Monti Ogilvie, nello Yukon, scorre  verso nord e poi confluisce nel fiume Peel.

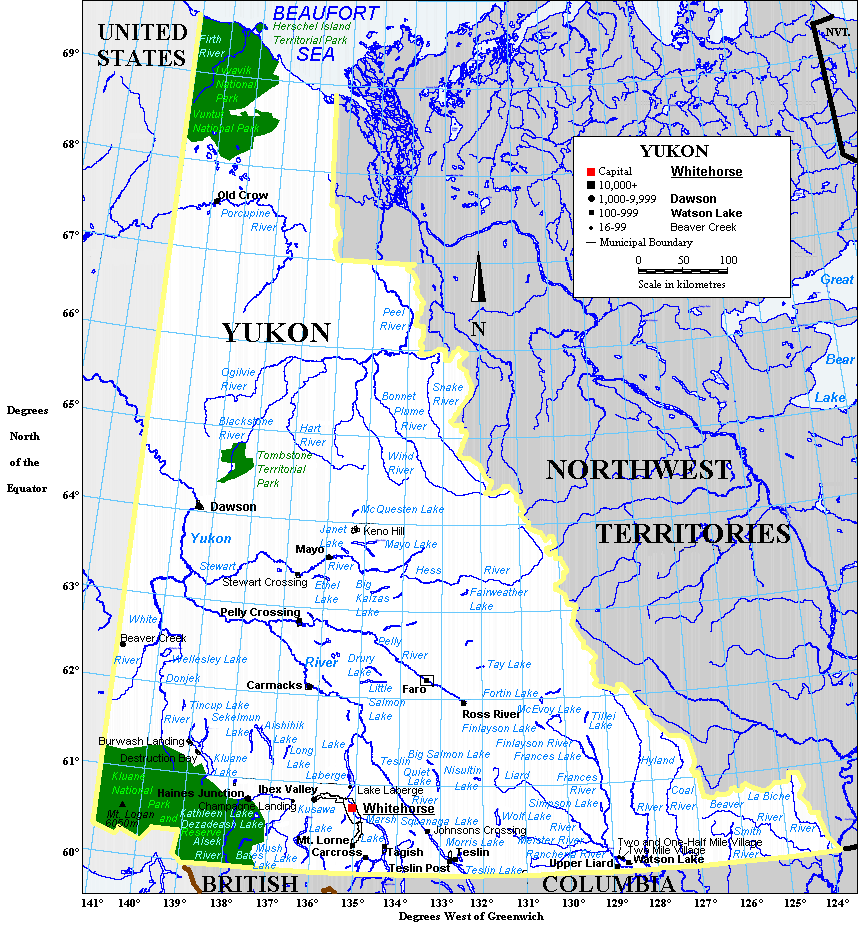
Mappa idrografica dello Yukon, il Blacktstone è visibile in alto a destra